# Abdulá Omri
Abdulá Omri es un deportista tunecino que compite en taekwondo. Ganó una medalla de plata en el Campeonato Africano de Taekwondo de 2023, en la categoría de –54 kg.

## Palmarés internacional
| Campeonato Africano | Campeonato Africano      | Campeonato Africano | Campeonato Africano |
| Año                 | Lugar                    | Medalla             | Categoría           |
| ------------------- | ------------------------ | ------------------- | ------------------- |
| 2023                | Abiyán (Costa de Marfil) | Medalla de plata    | –54 kg              |